# Serie B 1997-1998
La Serie B 1997-1998 è stata la 66ª edizione del secondo livello del campionato italiano di calcio a girone unico, disputata tra il 31 agosto 1997 e il 21 giugno 1998 e conclusa con la vittoria della Salernitana, al suo primo titolo.
Capocannoniere del torneo è stato Marco Di Vaio (Salernitana) con 21 reti.

## Stagione
Il campionato venne vinto agevolmente dalla Salernitana che mise in bacheca il primo torneo di Serie B a girone unico della sua storia, e il secondo in totale, ritornando in massima serie a mezzo secolo di distanza dal suo fin lì unico precedente. Dopo aver inizialmente rincorso da vicino il Venezia, la netta vittoria nello scontro diretto del 14 dicembre 1997 al Penzo (3-0) diede ai campani la testa della classifica; la squadra di Delio Rossi mantenne ininterrottamente il primo posto fino al termine del campionato, stabilendo una striscia stagionale di 17 risultati utili e conquistando la promozione con ben 5 turni di anticipo, giunta matematica il 10 maggio 1998 proprio nella sfida di ritorno contro i veneti all'Arechi. Per l'ippocampo ci fu anche la soddisfazione di portare il suo numero undici, l'emergente Marco Di Vaio, in cima alla classifica marcatori del torneo grazie a un bottino di 21 gol.

Marco Di Vaio completò il trionfo salernitano issandosi a capocannoniere del torneo con 21 gol.

In zona-promozione, dei restanti tre pass, i primi due furono appannaggio del succitato Venezia, allenato da un Walter Novellino alla prima di quattro promozioni in massima categoria che otterrà nel lustro seguente, e del Cagliari; mentre i lagunari, similmente alla Salernitana, posero fine a un lungo digiuno che li vedeva assenti dalla massima categoria da trentuno anni, i sardi di Gian Piero Ventura si riaffacciarono in Serie A dopo una sola annata tra i cadetti. Le due compagini giovarono della prolificità sottoporta dei loro attaccanti, l'arancioneroverde Schwoch e il rossoblù Muzzi, che toccarono entrambi quota 17 centri.
Per il quarto e ultimo posto utile alla promozione, Perugia e Torino chiusero il torneo a pari punti, distanziando abbastanza nettamente le più dirette inseguitrici. I granata di Edy Reja parvero per larghi tratti i maggiori candidati al ritorno in A, tuttavia nelle giornate conclusive occorsero in un deciso rallentamento di cui giovarono gli umbri, che, nonostante ben quattro avvicendamenti tecnici nell'arco della stagione, con un ottimo ruolino finale riuscirono non senza sorpresa ad agganciare i piemontesi.
Il campionato ebbe così un'appendice nello spareggio-promozione del 21 giugno 1998 a Reggio Emilia – la cui disputa rimase peraltro in forse per qualche giorno, dato che sul 2-1 biancorosso nello scontro diretto del precedente 7 giugno pendeva un sub iudice per un ricorso (poi non accolto) del Torino –, che vide il Perugia di Ilario Castagner prevalere ai rigori e fare così ritorno in massima serie dopo dodici mesi di assenza. I grifoni centrarono il salto di categoria nonostante la mancanza di un bomber nel reparto avanzato; non bastarono invece ai granata le 18 reti di Ferrante.
La lotta per non retrocedere vide l'epilogo della favola del piccolo Castel di Sangro, fanalino di coda della classifica e di ritorno in Serie C1 dopo un biennio in cui si era guadagnato la simpatia trasversale del calcio nazionale. A far compagnia agli abruzzesi anche l'Ancona, appena un anno dopo avere ritrovato la cadetteria, mentre ben più rumorose furono le cadute di un Foggia ormai lontano dai fasti zemaniani d'inizio decennio, e di un Padova ripiombato in C1 dopo undici stagioni.

## Squadre partecipanti
| Club             | Stagione | Città                 | Stadio                                                                                       | Stagione precedente                                 |
| ---------------- | -------- | --------------------- | -------------------------------------------------------------------------------------------- | --------------------------------------------------- |
| Ancona           | dettagli | Ancona                | Stadio del Conero                                                                            | 2º posto in Serie C1 girone B, promossa ai play-off |
| Cagliari         | dettagli | Cagliari              | Stadio Sant'Elia                                                                             | 15º posto in Serie A, retrocesso                    |
| Castel di Sangro | dettagli | Castel di Sangro (AQ) | Stadio Teofilo Patini                                                                        | 15º posto in Serie B                                |
| Chievo           | dettagli | Verona Chievo         | Stadio Marcantonio Bentegodi                                                                 | 6º posto in Serie B                                 |
| Fidelis Andria   | dettagli | Andria                | Stadio Degli Ulivi                                                                           | 1º posto in Serie C1 girone B, promossa             |
| Foggia           | dettagli | Foggia                | Stadio Pino Zaccheria                                                                        | 11º posto in Serie B                                |
| Genoa            | dettagli | Genova                | Stadio Luigi Ferraris                                                                        | 5º posto in Serie B                                 |
| Lucchese         | dettagli | Lucca                 | Stadio Porta Elisa                                                                           | 14º posto in Serie B                                |
| Monza            | dettagli | Monza (MI)            | Stadio Brianteo                                                                              | 5º posto in Serie C1 girone A, promosso ai play-off |
| Padova           | dettagli | Padova                | Stadio Euganeo                                                                               | 11º posto in Serie B                                |
| Perugia          | dettagli | Perugia               | Stadio Renato Curi                                                                           | 16º posto in Serie A, retrocesso                    |
| Pescara          | dettagli | Pescara               | Stadio Adriatico                                                                             | 6º posto in Serie B                                 |
| Ravenna          | dettagli | Ravenna               | Stadio Bruno Benelli                                                                         | 8º posto in Serie B                                 |
| Reggiana         | dettagli | Reggio Emilia         | Stadio Giglio                                                                                | 18º posto in Serie A, retrocessa                    |
| Reggina          | dettagli | Reggio Calabria       | Stadio Oreste Granillo                                                                       | 10º posto in Serie B                                |
| Salernitana      | dettagli | Salerno               | Stadio Arechi                                                                                | 15º posto in Serie B                                |
| Torino           | dettagli | Torino                | Stadio delle Alpi                                                                            | 9º posto in Serie B                                 |
| Treviso          | dettagli | Treviso               | Stadio comunale di Monigo (fino alla 22ª giornata) Stadio Omobono Tenni (dalla 24ª giornata) | 1º posto in Serie C1 girone A, promosso             |
| Venezia          | dettagli | Venezia               | Stadio Pierluigi Penzo                                                                       | 13º posto in Serie B                                |
| Verona           | dettagli | Verona                | Stadio Marcantonio Bentegodi                                                                 | 17º posto in Serie A, retrocesso                    |

## Allenatori e primatisti
| Squadra          | Allenatore | Calciatore più presente                                            | Cannoniere                              |
| ---------------- | --- | ------------------------------------------------------------------ | --------------------------------------- |
| Ancona           | Francesco Giorgini (1ª-27ª) Franco Scoglio (28ª-31ª) Francesco Giorgini (32ª-38ª)                               | Alessandro Cesaretti, Francesco Nocera, Davide Tentoni (32)        | Francesco Flachi (10)                   |
| Cagliari         | Gian Piero Ventura                                                                                              | Roberto Muzzi, Gaetano Vasari (36)                                 | Roberto Muzzi (17)                      |
| Castel di Sangro | Osvaldo Jaconi (1ª-27ª) Franco Selvaggi (28ª-38ª)                                                               | Cristian Baglieri, Gionatha Spinesi (32)                           | Damiano Longhi (9)                      |
| Chievo           | Silvio Baldini                                                                                                  | Maurizio D'Angelo, Lorenzo D'Anna (35)                             | Raffaele Cerbone (12)                   |
| Fidelis Andria   | Giuseppe Papadopulo                                                                                             | Oberdan Biagioni (36)                                              | Oberdan Biagioni (15)                   |
| Foggia           | Domenico Caso (1ª-22ª) Beniamino Cancian e Giovanni Galli (23ª-29ª) Domenico Caso (30ª-38ª)                     | Flavio Roma (36)                                                   | Vincenzo Chianese (16)                  |
| Genoa            | Gaetano Salvemini (1ª-5ª) Claudio Maselli (6ª-15ª) Tarcisio Burgnich (16ª-38ª)                                  | Silvio Vittorio Giampietro (34)                                    | Federico Giampaolo, Mohamed Kallon (10) |
| Lucchese         | Luigi De Canio                                                                                                  | Roberto Colacone, Moreno Longo, Roberto Paci, Ighli Vannucchi (35) | Roberto Paci (16)                       |
| Monza            | Luigi Radice (1ª-5ª) Bruno Bolchi (6ª-24ª) Pierluigi Frosio (25ª-38ª)                                           | Marcello Campolonghi (34)                                          | Cosimo Francioso (14)                   |
| Padova           | Giuseppe Pillon (1ª-18ª) Mario Colautti (19ª-38ª)                                                               | Andrea Turato (33)                                                 | Vincenzo Mazzeo (7)                     |
| Perugia          | Attilio Perotti (1ª-8ª) Alberto Bigon (9ª-16ª) Attilio Perotti (17ª-27ª) Ilario Castagner (28ª-38ª e spareggio) | Stefano Guidoni (35)                                               | Antonino Bernardini (11)                |
| Pescara          | Maurizio Viscidi (1ª-22ª) Adriano Buffoni (23ª-38ª)                                                             | Ottavio Palladini (37)                                             | Giovanni Pisano (7)                     |
| Ravenna          | Mauro Sandreani (1ª-24ª) Sergio Santarini (25ª-38ª)                                                             | Hugo Rubini (37)                                                   | Enrico Buonocore (9)                    |
| Reggiana         | Francesco Oddo (1ª-8ª) Franco Varrella (9ª-38ª)                                                                 | Roberto Cevoli (34)                                                | Giacomo Banchelli (10)                  |
| Reggina          | Franco Colomba                                                                                                  | Davide Micillo (36)                                                | Giacomo Lorenzini (9)                   |
| Salernitana      | Delio Rossi | Roberto Breda (37)                                                 | Marco Di Vaio (21)                      |
| Torino           | Giancarlo Camolese e Graeme Souness (D.T.) (1ª-6ª) Edoardo Reja (7ª-38ª e spareggio)                            | Marco Ferrante (37)                                                | Marco Ferrante (18)                     |
| Treviso          | Gianfranco Bellotto                                                                                             | Diego Bonavina, Alessandro De Poli (37)                            | Flavio Fiorio (9)                       |
| Venezia          | Walter Novellino                                                                                                | Francesco Pedone (37)                                              | Stefan Schwoch (17)                     |
| Verona           | Luigi Cagni (1ª-27ª) Sergio Maddè (28ª-38ª)                                                                     | Eugenio Corini (35)                                                | Antonio De Vitis (12)                   |

## Classifica finale
|  | Pos. | Squadra          | Pt | G  | V  | N  | P  | GF | GS | DR  |
|  | ---- | ---------------- | -- | -- | -- | -- | -- | -- | -- | --- |
|  | 1.   | Salernitana      | 72 | 38 | 19 | 15 | 4  | 65 | 32 | +33 |
|  | 2.   | Venezia          | 64 | 38 | 17 | 13 | 8  | 51 | 31 | +20 |
|  | 3.   | Cagliari         | 63 | 38 | 15 | 18 | 5  | 53 | 36 | +17 |
|  | 4.   | Perugia          | 62 | 38 | 16 | 14 | 8  | 46 | 37 | +9  |
|  | 5.   | Torino           | 62 | 38 | 17 | 11 | 10 | 50 | 40 | +10 |
|  | 6.   | Reggina          | 53 | 38 | 13 | 14 | 11 | 37 | 41 | -4  |
|  | 7.   | Verona           | 53 | 38 | 15 | 8  | 15 | 51 | 38 | +13 |
|  | 8.   | Treviso          | 52 | 38 | 12 | 16 | 10 | 43 | 42 | +1  |
|  | 9.   | Genoa            | 51 | 38 | 14 | 9  | 15 | 50 | 53 | -3  |
|  | 10.  | Chievo           | 50 | 38 | 12 | 14 | 12 | 43 | 46 | -3  |
|  | 11.  | Reggiana         | 50 | 38 | 13 | 11 | 14 | 36 | 35 | +1  |
|  | 12.  | Fidelis Andria   | 48 | 38 | 11 | 15 | 12 | 42 | 43 | -1  |
|  | 13.  | Pescara          | 47 | 38 | 12 | 11 | 15 | 41 | 48 | -7  |
|  | 14.  | Ravenna          | 45 | 38 | 11 | 12 | 15 | 41 | 43 | -2  |
|  | 15.  | Lucchese         | 44 | 38 | 11 | 11 | 16 | 35 | 47 | -12 |
|  | 16.  | Monza            | 44 | 38 | 9  | 17 | 12 | 48 | 56 | -8  |
|  | 17.  | Foggia           | 41 | 38 | 9  | 14 | 15 | 48 | 55 | -7  |
|  | 18.  | Ancona           | 40 | 38 | 8  | 16 | 14 | 49 | 61 | -12 |
|  | 19.  | Padova           | 36 | 38 | 8  | 12 | 18 | 30 | 49 | -19 |
|  | 20.  | Castel di Sangro | 30 | 38 | 5  | 15 | 18 | 38 | 64 | -26 |

Legenda:
      Promosso in Serie A 1998-1999.
      Retrocesso in Serie C1 1998-1999.
Regolamento:
Tre punti a vittoria, uno a pareggio, zero a sconfitta.
In caso di arrivo a pari punti in zona promozione o retrocessioni fra una pluralità di squadre, si utilizza la classifica avulsa per determinare i due club fra cui disputare uno spareggio in campo neutro.

### Squadra campione
| Formazione tipo | Giocatori (presenze)    |
| --- | ----------------------- |
| Balli Galeoto Ferrara Cudini Tosto Gio.Tedesco Breda Gia.Tedesco Ricchetti Artistico Di Vaio | Daniele Balli (33)      |
| Balli Galeoto Ferrara Cudini Tosto Gio.Tedesco Breda Gia.Tedesco Ricchetti Artistico Di Vaio | Francesco Galeoto (34)  |
| Balli Galeoto Ferrara Cudini Tosto Gio.Tedesco Breda Gia.Tedesco Ricchetti Artistico Di Vaio | Ciro Ferrara (27)       |
| Balli Galeoto Ferrara Cudini Tosto Gio.Tedesco Breda Gia.Tedesco Ricchetti Artistico Di Vaio | Mirko Cudini (22)       |
| Balli Galeoto Ferrara Cudini Tosto Gio.Tedesco Breda Gia.Tedesco Ricchetti Artistico Di Vaio | Vittorio Tosto (36)     |
| Balli Galeoto Ferrara Cudini Tosto Gio.Tedesco Breda Gia.Tedesco Ricchetti Artistico Di Vaio | Giovanni Tedesco (35)   |
| Balli Galeoto Ferrara Cudini Tosto Gio.Tedesco Breda Gia.Tedesco Ricchetti Artistico Di Vaio | Roberto Breda (37)      |
| Balli Galeoto Ferrara Cudini Tosto Gio.Tedesco Breda Gia.Tedesco Ricchetti Artistico Di Vaio | Giacomo Tedesco (35)    |
| Balli Galeoto Ferrara Cudini Tosto Gio.Tedesco Breda Gia.Tedesco Ricchetti Artistico Di Vaio | Carlo Ricchetti (27)    |
| Balli Galeoto Ferrara Cudini Tosto Gio.Tedesco Breda Gia.Tedesco Ricchetti Artistico Di Vaio | Edoardo Artistico (30)  |
| Balli Galeoto Ferrara Cudini Tosto Gio.Tedesco Breda Gia.Tedesco Ricchetti Artistico Di Vaio | Marco Di Vaio (36)      |
| Balli Galeoto Ferrara Cudini Tosto Gio.Tedesco Breda Gia.Tedesco Ricchetti Artistico Di Vaio | Allenatore: Delio Rossi |
| Altri giocatori: Paolo Rachini (30), Ciro De Cesare (28), Ivan Franceschini (23), Renato Greco (20), Alessandro Del Grosso (19), Václav Koloušek (18), Luca Fusco (11), Michele Fini (9), Marco Napolioni (8), Andrea Ivan (5), Fabio Moro (3), Alfredo Cariello (1), Alessio Pirri (1). |                         |

## Risultati

### Tabellone
|                  | Anc  | Cag  | CdS  | Chi  | FAn  | Fog  | Gen  | Luc  | Mon  | Pad  | Per  | Pes  | Rav  | Reg  | Reg  | Sal  | Tor  | Tre  | Ven  | Ver  |
| ---------------- | ---- | ---- | ---- | ---- | ---- | ---- | ---- | ---- | ---- | ---- | ---- | ---- | ---- | ---- | ---- | ---- | ---- | ---- | ---- | ---- |
| Ancona           | –––– | 4-1  | 1-1  | 3-2  | 2-0  | 3-2  | 4-3  | 0-1  | 0-1  | 0-0  | 2-2  | 0-0  | 0-2  | 1-1  | 2-3  | 3-3  | 1-0  | 4-4  | 0-1  | 0-0  |
| Cagliari         | 3-0  | –––– | 1-1  | 2-2  | 3-0  | 1-1  | 1-1  | 3-1  | 2-2  | 1-0  | 0-0  | 2-0  | 2-1  | 0-0  | 2-0  | 1-1  | 2-2  | 2-0  | 1-1  | 2-1  |
| Castel di Sangro | 1-1  | 0-3  | –––– | 0-4  | 3-3  | 0-1  | 3-3  | 0-2  | 1-1  | 1-1  | 1-1  | 1-1  | 2-1  | 2-2  | 1-1  | 3-5  | 2-1  | 0-0  | 1-3  | 0-2  |
| Chievo           | 0-1  | 2-1  | 1-1  | –––– | 1-1  | 1-1  | 0-1  | 3-1  | 1-1  | 1-1  | 1-1  | 2-2  | 2-0  | 1-0  | 1-0  | 1-1  | 0-2  | 1-0  | 1-1  | 2-0  |
| Fidelis Andria   | 1-1  | 1-1  | 1-0  | 1-0  | –––– | 2-0  | 2-0  | 3-0  | 1-3  | 2-0  | 1-1  | 3-0  | 0-0  | 1-1  | 0-2  | 2-2  | 0-2  | 0-0  | 1-1  | 1-0  |
| Foggia           | 2-2  | 1-1  | 2-0  | 0-1  | 2-1  | –––– | 3-1  | 2-2  | 5-1  | 2-0  | 1-1  | 1-0  | 2-2  | 0-2  | 3-2  | 2-0  | 0-3  | 0-0  | 1-2  | 0-0  |
| Genoa            | 2-1  | 1-3  | 2-1  | 0-1  | 2-1  | 3-2  | –––– | 1-1  | 5-1  | 1-0  | 2-0  | 4-0  | 1-0  | 2-2  | 0-0  | 1-1  | 2-2  | 0-1  | 3-1  | 1-0  |
| Lucchese         | 1-1  | 1-2  | 1-0  | 1-2  | 1-0  | 2-0  | 2-3  | –––– | 0-0  | 2-0  | 0-0  | 0-3  | 2-1  | 2-1  | 0-1  | 1-1  | 3-1  | 0-0  | 2-0  | 1-0  |
| Monza            | 3-3  | 0-0  | 2-2  | 1-0  | 1-1  | 1-1  | 0-0  | 3-1  | –––– | 2-0  | 0-2  | 1-1  | 1-2  | 0-0  | 0-1  | 1-1  | 1-1  | 1-1  | 1-0  | 5-1  |
| Padova           | 0-1  | 1-2  | 0-1  | 3-2  | 0-0  | 3-0  | 1-1  | 1-1  | 1-2  | –––– | 3-1  | 1-0  | 0-0  | 0-0  | 3-1  | 0-0  | 2-1  | 0-0  | 0-0  | 0-0  |
| Perugia          | 1-1  | 1-1  | 1-0  | 3-0  | 4-1  | 2-2  | 1-0  | 1-0  | 3-2  | 1-3  | –––– | 1-1  | 2-1  | 2-0  | 0-1  | 1-1  | 2-1  | 2-1  | 2-0  | 2-1  |
| Pescara          | 3-2  | 0-1  | 1-2  | 3-1  | 0-2  | 1-0  | 1-0  | 2-1  | 2-2  | 4-0  | 1-2  | –––– | 1-1  | 2-0  | 1-1  | 0-0  | 3-0  | 1-0  | 2-1  | 1-1  |
| Ravenna          | 2-0  | 0-0  | 1-3  | 2-0  | 0-1  | 3-1  | 3-0  | 2-1  | 1-1  | 1-0  | 0-0  | 2-1  | –––– | 2-3  | 2-2  | 0-0  | 1-1  | 2-0  | 1-0  | 1-1  |
| Reggiana         | 1-0  | 0-0  | 1-0  | 2-2  | 1-0  | 1-0  | 0-1  | 3-0  | 0-2  | 0-2  | 2-0  | 1-0  | 1-1  | –––– | 1-1  | 0-1  | 0-1  | 1-0  | 2-0  | 0-1  |
| Reggina          | 2-1  | 2-2  | 2-1  | 0-0  | 2-3  | 0-0  | 2-0  | 0-0  | 1-0  | 3-0  | 0-1  | 0-0  | 1-0  | 1-0  | –––– | 1-0  | 2-2  | 0-0  | 1-1  | 0-3  |
| Salernitana      | 3-2  | 1-0  | 1-0  | 2-3  | 1-1  | 3-2  | 2-1  | 1-1  | 4-1  | 2-0  | 2-0  | 5-1  | 1-0  | 4-0  | 2-0  | –––– | 2-1  | 4-0  | 0-0  | 2-0  |
| Torino           | 1-1  | 3-0  | 4-1  | 1-1  | 2-1  | 1-1  | 2-1  | 1-0  | 1-0  | 2-1  | 0-0  | 0-1  | 1-0  | 1-0  | 2-0  | 1-0  | –––– | 4-0  | 0-4  | 2-1  |
| Treviso          | 5-0  | 0-1  | 3-2  | 0-0  | 1-1  | 3-3  | 2-1  | 3-0  | 3-0  | 3-2  | 2-1  | 2-1  | 3-0  | 0-5  | 2-0  | 1-1  | 0-0  | –––– | 1-1  | 1-0  |
| Venezia          | 1-1  | 2-2  | 3-0  | 2-0  | 1-1  | 1-0  | 2-0  | 0-0  | 4-2  | 3-0  | 2-0  | 3-0  | 2-1  | 2-1  | 4-0  | 0-3  | 0-0  | 0-0  | –––– | 1-0  |
| Verona           | 2-0  | 2-1  | 0-0  | 4-0  | 2-1  | 3-2  | 4-0  | 2-0  | 3-2  | 5-1  | 0-1  | 2-0  | 4-2  | 0-1  | 1-1  | 0-2  | 4-0  | 1-1  | 0-1  | –––– |

### Calendario
| andata (1ª) | andata (1ª) | 1ª giornata             | ritorno (20ª) | ritorno (20ª) |
|             |             |                         |               |               |
| 31 ago.     | 1-0         | Ancona-Torino           | 1-1           | 1º feb.       |
| 31 ago.     | 2-0         | Cagliari-Treviso        | 1-0           | 1º feb.       |
| 31 ago.     | 1-0         | Chievo-Reggina          | 0-0           | 1º feb.       |
| 31 ago.     | 2-1         | Lucchese-Ravenna        | 1-2           | 31 gen.       |
| 31 ago.     | 1-1         | Monza-Pescara           | 2-2           | 1º feb.       |
| 31 ago.     | 0-1         | Padova-Castel di Sangro | 1-1           | 1º feb.       |
| 31 ago.     | 4-1         | Perugia-Fidelis Andria  | 1-1           | 1º feb.       |
| 31 ago.     | 1-0         | Reggiana-Foggia         | 2-0           | 1º feb.       |
| 30 ago.     | 2-0         | Salernitana-Verona      | 2-0           | 1º feb.       |
| 31 ago.     | 2-0         | Venezia-Genoa           | 1-3           | 1º feb.       |

| andata (2ª) | andata (2ª) | 2ª giornata             | ritorno (21ª) | ritorno (21ª) |
|             |             |                         |               |               |
| 7 set.      | 1-1         | Castel di Sangro-Ancona | 1-1           | 8 feb.        |
| 7 set.      | 1-0         | Fidelis Andria-Chievo   | 1-1           | 8 feb.        |
| 7 set.      | 1-2         | Foggia-Venezia          | 0-1           | 8 feb.        |
| 7 set.      | 1-1         | Genoa-Lucchese          | 3-2           | 8 feb.        |
| 6 set.      | 0-1         | Pescara-Cagliari        | 0-2           | 8 feb.        |
| 7 set.      | 0-0         | Ravenna-Perugia         | 1-2           | 8 feb.        |
| 7 set.      | 1-0         | Reggina-Reggiana        | 1-1           | 8 feb.        |
| 7 set.      | 2-1         | Torino-Padova           | 1-2           | 7 feb.        |
| 7 set.      | 1-1         | Treviso-Salernitana     | 0-4           | 8 feb.        |
| 7 set.      | 3-2         | Verona-Monza            | 1-5           | 8 feb.        |

| andata (1ª) | andata (1ª) | 1ª giornata             | ritorno (20ª) | ritorno (20ª) |
|             |             |                         |               |               |
| 31 ago.     | 1-0         | Ancona-Torino           | 1-1           | 1º feb.       |
| 31 ago.     | 2-0         | Cagliari-Treviso        | 1-0           | 1º feb.       |
| 31 ago.     | 1-0         | Chievo-Reggina          | 0-0           | 1º feb.       |
| 31 ago.     | 2-1         | Lucchese-Ravenna        | 1-2           | 31 gen.       |
| 31 ago.     | 1-1         | Monza-Pescara           | 2-2           | 1º feb.       |
| 31 ago.     | 0-1         | Padova-Castel di Sangro | 1-1           | 1º feb.       |
| 31 ago.     | 4-1         | Perugia-Fidelis Andria  | 1-1           | 1º feb.       |
| 31 ago.     | 1-0         | Reggiana-Foggia         | 2-0           | 1º feb.       |
| 30 ago.     | 2-0         | Salernitana-Verona      | 2-0           | 1º feb.       |
| 31 ago.     | 2-0         | Venezia-Genoa           | 1-3           | 1º feb.       |

| andata (2ª) | andata (2ª) | 2ª giornata             | ritorno (21ª) | ritorno (21ª) |
|             |             |                         |               |               |
| 7 set.      | 1-1         | Castel di Sangro-Ancona | 1-1           | 8 feb.        |
| 7 set.      | 1-0         | Fidelis Andria-Chievo   | 1-1           | 8 feb.        |
| 7 set.      | 1-2         | Foggia-Venezia          | 0-1           | 8 feb.        |
| 7 set.      | 1-1         | Genoa-Lucchese          | 3-2           | 8 feb.        |
| 6 set.      | 0-1         | Pescara-Cagliari        | 0-2           | 8 feb.        |
| 7 set.      | 0-0         | Ravenna-Perugia         | 1-2           | 8 feb.        |
| 7 set.      | 1-0         | Reggina-Reggiana        | 1-1           | 8 feb.        |
| 7 set.      | 2-1         | Torino-Padova           | 1-2           | 7 feb.        |
| 7 set.      | 1-1         | Treviso-Salernitana     | 0-4           | 8 feb.        |
| 7 set.      | 3-2         | Verona-Monza            | 1-5           | 8 feb.        |

| andata (3ª) | andata (3ª) | 3ª giornata               | ritorno (22ª) | ritorno (22ª) |
|             |             |                           |               |               |
| 14 set.     | 4-3         | Ancona-Genoa              | 1-2           | 15 feb.       |
| 14 set.     | 1-1         | Cagliari-Castel di Sangro | 3-0           | 15 feb.       |
| 14 set.     | 1-1         | Chievo-Salernitana        | 3-2           | 15 feb.       |
| 14 set.     | 3-0         | Fidelis Andria-Pescara    | 2-0           | 15 feb.       |
| 14 set.     | 1-0         | Monza-Venezia             | 2-4           | 15 feb.       |
| 14 set.     | 0-0         | Padova-Verona             | 1-5           | 15 feb.       |
| 14 set.     | 1-0         | Perugia-Lucchese          | 0-0           | 15 feb.       |
| 13 set.     | 1-1         | Reggiana-Ravenna          | 3-2           | 14 feb.       |
| 14 set.     | 0-0         | Reggina-Treviso           | 0-2           | 15 feb.       |
| 14 set.     | 1-1         | Torino-Foggia             | 3-0           | 15 feb.       |

| andata (4ª) | andata (4ª) | 4ª giornata                     | ritorno (23ª) | ritorno (23ª) |
|             |             |                                 |               |               |
| 21 set.     | 3-3         | Castel di Sangro-Fidelis Andria | 0-1           | 22 feb.       |
| 21 set.     | 3-2         | Foggia-Reggina                  | 0-0           | 22 feb.       |
| 21 set.     | 0-1         | Genoa-Chievo                    | 1-0           | 22 feb.       |
| 21 set.     | 2-0         | Lucchese-Padova                 | 1-1           | 22 feb.       |
| 21 set.     | 3-0         | Pescara-Torino                  | 1-0           | 22 feb.       |
| 21 set.     | 2-0         | Ravenna-Ancona                  | 2-0           | 22 feb.       |
| 21 set.     | 4-0         | Salernitana-Reggiana            | 1-0           | 22 feb.       |
| 21 set.     | 3-0         | Treviso-Monza                   | 1-1           | 21 feb.       |
| 20 set.     | 2-0         | Venezia-Perugia                 | 0-2           | 22 feb.       |
| 21 set.     | 2-1         | Verona-Cagliari                 | 1-2           | 22 feb.       |

| andata (3ª) | andata (3ª) | 3ª giornata               | ritorno (22ª) | ritorno (22ª) |
|             |             |                           |               |               |
| 14 set.     | 4-3         | Ancona-Genoa              | 1-2           | 15 feb.       |
| 14 set.     | 1-1         | Cagliari-Castel di Sangro | 3-0           | 15 feb.       |
| 14 set.     | 1-1         | Chievo-Salernitana        | 3-2           | 15 feb.       |
| 14 set.     | 3-0         | Fidelis Andria-Pescara    | 2-0           | 15 feb.       |
| 14 set.     | 1-0         | Monza-Venezia             | 2-4           | 15 feb.       |
| 14 set.     | 0-0         | Padova-Verona             | 1-5           | 15 feb.       |
| 14 set.     | 1-0         | Perugia-Lucchese          | 0-0           | 15 feb.       |
| 13 set.     | 1-1         | Reggiana-Ravenna          | 3-2           | 14 feb.       |
| 14 set.     | 0-0         | Reggina-Treviso           | 0-2           | 15 feb.       |
| 14 set.     | 1-1         | Torino-Foggia             | 3-0           | 15 feb.       |

| andata (4ª) | andata (4ª) | 4ª giornata                     | ritorno (23ª) | ritorno (23ª) |
|             |             |                                 |               |               |
| 21 set.     | 3-3         | Castel di Sangro-Fidelis Andria | 0-1           | 22 feb.       |
| 21 set.     | 3-2         | Foggia-Reggina                  | 0-0           | 22 feb.       |
| 21 set.     | 0-1         | Genoa-Chievo                    | 1-0           | 22 feb.       |
| 21 set.     | 2-0         | Lucchese-Padova                 | 1-1           | 22 feb.       |
| 21 set.     | 3-0         | Pescara-Torino                  | 1-0           | 22 feb.       |
| 21 set.     | 2-0         | Ravenna-Ancona                  | 2-0           | 22 feb.       |
| 21 set.     | 4-0         | Salernitana-Reggiana            | 1-0           | 22 feb.       |
| 21 set.     | 3-0         | Treviso-Monza                   | 1-1           | 21 feb.       |
| 20 set.     | 2-0         | Venezia-Perugia                 | 0-2           | 22 feb.       |
| 21 set.     | 2-1         | Verona-Cagliari                 | 1-2           | 22 feb.       |

| andata (5ª) | andata (5ª) | 5ª giornata              | ritorno (24ª) | ritorno (24ª) |
|             |             |                          |               |               |
| 28 set.     | 0-1         | Ancona-Venezia           | 1-1           | 1º mar.       |
| 28 set.     | 1-1         | Cagliari-Foggia          | 1-1           | 1º mar.       |
| 28 set.     | 2-1         | Castel di Sangro-Ravenna | 3-1           | 1º mar.       |
| 28 set.     | 1-0         | Chievo-Reggiana          | 2-2           | 1º mar.       |
| 28 set.     | 3-0         | Fidelis Andria-Lucchese  | 0-1           | 1º mar.       |
| 28 set.     | 0-0         | Padova-Salernitana       | 0-2           | 1º mar.       |
| 28 set.     | 2-1         | Perugia-Treviso          | 1-2           | 1º mar.       |
| 28 set.     | 1-1         | Pescara-Verona           | 0-2           | 1º mar.       |
| 28 set.     | 1-0         | Reggina-Monza            | 1-0           | 1º mar.       |
| 27 set.     | 2-1         | Torino-Genoa             | 2-2           | 28 feb.       |

| andata (6ª) | andata (6ª) | 6ª giornata               | ritorno (25ª) | ritorno (25ª) |
|             |             |                           |               |               |
| 5 ott.      | 2-3         | Ancona-Reggina            | 1-2           | 8 mar.        |
| 5 ott.      | 1-0         | Foggia-Pescara            | 0-1           | 8 mar.        |
| 4 ott.      | 1-3         | Genoa-Cagliari            | 1-1           | 8 mar.        |
| 5 ott.      | 1-0         | Lucchese-Castel di Sangro | 2-0           | 8 mar.        |
| 5 ott.      | 1-1         | Monza-Fidelis Andria      | 3-1           | 8 mar.        |
| 5 ott.      | 2-0         | Ravenna-Chievo            | 0-2           | 8 mar.        |
| 5 ott.      | 1-0         | Reggiana-Treviso          | 5-0           | 8 mar.        |
| 5 ott.      | 2-0         | Salernitana-Perugia       | 1-1           | 8 mar.        |
| 5 ott.      | 3-0         | Venezia-Padova            | 0-0           | 7 mar.        |
| 5 ott.      | 4-0         | Verona-Torino             | 1-2           | 8 mar.        |

| andata (5ª) | andata (5ª) | 5ª giornata              | ritorno (24ª) | ritorno (24ª) |
|             |             |                          |               |               |
| 28 set.     | 0-1         | Ancona-Venezia           | 1-1           | 1º mar.       |
| 28 set.     | 1-1         | Cagliari-Foggia          | 1-1           | 1º mar.       |
| 28 set.     | 2-1         | Castel di Sangro-Ravenna | 3-1           | 1º mar.       |
| 28 set.     | 1-0         | Chievo-Reggiana          | 2-2           | 1º mar.       |
| 28 set.     | 3-0         | Fidelis Andria-Lucchese  | 0-1           | 1º mar.       |
| 28 set.     | 0-0         | Padova-Salernitana       | 0-2           | 1º mar.       |
| 28 set.     | 2-1         | Perugia-Treviso          | 1-2           | 1º mar.       |
| 28 set.     | 1-1         | Pescara-Verona           | 0-2           | 1º mar.       |
| 28 set.     | 1-0         | Reggina-Monza            | 1-0           | 1º mar.       |
| 27 set.     | 2-1         | Torino-Genoa             | 2-2           | 28 feb.       |

| andata (6ª) | andata (6ª) | 6ª giornata               | ritorno (25ª) | ritorno (25ª) |
|             |             |                           |               |               |
| 5 ott.      | 2-3         | Ancona-Reggina            | 1-2           | 8 mar.        |
| 5 ott.      | 1-0         | Foggia-Pescara            | 0-1           | 8 mar.        |
| 4 ott.      | 1-3         | Genoa-Cagliari            | 1-1           | 8 mar.        |
| 5 ott.      | 1-0         | Lucchese-Castel di Sangro | 2-0           | 8 mar.        |
| 5 ott.      | 1-1         | Monza-Fidelis Andria      | 3-1           | 8 mar.        |
| 5 ott.      | 2-0         | Ravenna-Chievo            | 0-2           | 8 mar.        |
| 5 ott.      | 1-0         | Reggiana-Treviso          | 5-0           | 8 mar.        |
| 5 ott.      | 2-0         | Salernitana-Perugia       | 1-1           | 8 mar.        |
| 5 ott.      | 3-0         | Venezia-Padova            | 0-0           | 7 mar.        |
| 5 ott.      | 4-0         | Verona-Torino             | 1-2           | 8 mar.        |

| andata (7ª) | andata (7ª) | 7ª giornata                  | ritorno (26ª) | ritorno (26ª) |
|             |             |                              |               |               |
| 12 ott.     | 2-2         | Cagliari-Monza               | 0-0           | 15 mar.       |
| 12 ott.     | 3-5         | Castel di Sangro-Salernitana | 0-1           | 15 mar.       |
| 12 ott.     | 1-1         | Fidelis Andria-Ancona        | 0-2           | 15 mar.       |
| 12 ott.     | 3-2         | Genoa-Foggia                 | 1-3           | 15 mar.       |
| 12 ott.     | 0-0         | Padova-Reggiana              | 2-0           | 15 mar.       |
| 12 ott.     | 2-1         | Pescara-Lucchese             | 3-0           | 15 mar.       |
| 12 ott.     | 0-1         | Reggina-Perugia              | 1-0           | 15 mar.       |
| 12 ott.     | 0-4         | Torino-Venezia               | 0-0           | 15 mar.       |
| 12 ott.     | 3-0         | Treviso-Ravenna              | 0-2           | 15 mar.       |
| 11 ott.     | 4-0         | Verona-Chievo                | 0-2           | 14 mar.       |

| andata (8ª) | andata (8ª) | 8ª giornata             | ritorno (27ª) | ritorno (27ª) |
|             |             |                         |               |               |
| 19 ott.     | 4-4         | Ancona-Treviso          | 0-5           | 22 mar.       |
| 19 ott.     | 1-1         | Chievo-Castel di Sangro | 4-0           | 22 mar.       |
| 19 ott.     | 2-1         | Foggia-Fidelis Andria   | 0-2           | 22 mar.       |
| 19 ott.     | 0-1         | Lucchese-Reggina        | 0-0           | 22 mar.       |
| 19 ott.     | 1-1         | Monza-Torino            | 0-1           | 22 mar.       |
| 18 ott.     | 1-3         | Perugia-Padova          | 1-3           | 22 mar.       |
| 19 ott.     | 0-0         | Ravenna-Cagliari        | 1-2           | 22 mar.       |
| 19 ott.     | 0-1         | Reggiana-Genoa          | 2-2           | 22 mar.       |
| 19 ott.     | 5-1         | Salernitana-Pescara     | 0-0           | 22 mar.       |
| 19 ott.     | 1-0         | Venezia-Verona          | 1-0           | 21 mar.       |

| andata (7ª) | andata (7ª) | 7ª giornata                  | ritorno (26ª) | ritorno (26ª) |
|             |             |                              |               |               |
| 12 ott.     | 2-2         | Cagliari-Monza               | 0-0           | 15 mar.       |
| 12 ott.     | 3-5         | Castel di Sangro-Salernitana | 0-1           | 15 mar.       |
| 12 ott.     | 1-1         | Fidelis Andria-Ancona        | 0-2           | 15 mar.       |
| 12 ott.     | 3-2         | Genoa-Foggia                 | 1-3           | 15 mar.       |
| 12 ott.     | 0-0         | Padova-Reggiana              | 2-0           | 15 mar.       |
| 12 ott.     | 2-1         | Pescara-Lucchese             | 3-0           | 15 mar.       |
| 12 ott.     | 0-1         | Reggina-Perugia              | 1-0           | 15 mar.       |
| 12 ott.     | 0-4         | Torino-Venezia               | 0-0           | 15 mar.       |
| 12 ott.     | 3-0         | Treviso-Ravenna              | 0-2           | 15 mar.       |
| 11 ott.     | 4-0         | Verona-Chievo                | 0-2           | 14 mar.       |

| andata (8ª) | andata (8ª) | 8ª giornata             | ritorno (27ª) | ritorno (27ª) |
|             |             |                         |               |               |
| 19 ott.     | 4-4         | Ancona-Treviso          | 0-5           | 22 mar.       |
| 19 ott.     | 1-1         | Chievo-Castel di Sangro | 4-0           | 22 mar.       |
| 19 ott.     | 2-1         | Foggia-Fidelis Andria   | 0-2           | 22 mar.       |
| 19 ott.     | 0-1         | Lucchese-Reggina        | 0-0           | 22 mar.       |
| 19 ott.     | 1-1         | Monza-Torino            | 0-1           | 22 mar.       |
| 18 ott.     | 1-3         | Perugia-Padova          | 1-3           | 22 mar.       |
| 19 ott.     | 0-0         | Ravenna-Cagliari        | 1-2           | 22 mar.       |
| 19 ott.     | 0-1         | Reggiana-Genoa          | 2-2           | 22 mar.       |
| 19 ott.     | 5-1         | Salernitana-Pescara     | 0-0           | 22 mar.       |
| 19 ott.     | 1-0         | Venezia-Verona          | 1-0           | 21 mar.       |

| andata (9ª) | andata (9ª) | 9ª giornata            | ritorno (28ª) | ritorno (28ª) |
|             |             |                        |               |               |
| 26 ott.     | 1-1         | Cagliari-Salernitana   | 0-1           | 4 apr.        |
| 26 ott.     | 0-2         | Fidelis Andria-Torino  | 1-2           | 5 apr.        |
| 26 ott.     | 2-1         | Lucchese-Reggiana      | 0-3           | 5 apr.        |
| 26 ott.     | 2-2         | Monza-Castel di Sangro | 1-1           | 5 apr.        |
| 26 ott.     | 3-2         | Padova-Chievo          | 1-1           | 5 apr.        |
| 26 ott.     | 1-1         | Perugia-Ancona         | 2-2           | 5 apr.        |
| 25 ott.     | 1-0         | Pescara-Genoa          | 0-4           | 5 apr.        |
| 26 ott.     | 1-0         | Reggina-Ravenna        | 2-2           | 5 apr.        |
| 26 ott.     | 1-1         | Treviso-Venezia        | 0-0           | 5 apr.        |
| 26 ott.     | 3-2         | Verona-Foggia          | 0-0           | 5 apr.        |

| andata (10ª) | andata (10ª) | 10ª giornata             | ritorno (29ª) | ritorno (29ª) |
|              |              |                          |               |               |
| 9 nov.       | 0-0          | Ancona-Verona            | 0-2           | 11 apr.       |
| 9 nov.       | 1-1          | Castel di Sangro-Reggina | 1-2           | 11 apr.       |
| 9 nov.       | 1-1          | Chievo-Monza             | 0-1           | 11 apr.       |
| 9 nov.       | 0-0          | Foggia-Treviso           | 3-3           | 11 apr.       |
| 9 nov.       | 2-1          | Genoa-Fidelis Andria     | 0-2           | 11 apr.       |
| 9 nov.       | 1-0          | Ravenna-Padova           | 0-0           | 11 apr.       |
| 9 nov.       | 2-0          | Reggiana-Perugia         | 0-2           | 11 apr.       |
| 9 nov.       | 1-1          | Salernitana-Lucchese     | 1-1           | 11 apr.       |
| 8 nov.       | 3-0          | Torino-Cagliari          | 2-2           | 11 apr.       |
| 9 nov.       | 3-0          | Venezia-Pescara          | 1-2           | 11 apr.       |

| andata (9ª) | andata (9ª) | 9ª giornata            | ritorno (28ª) | ritorno (28ª) |
|             |             |                        |               |               |
| 26 ott.     | 1-1         | Cagliari-Salernitana   | 0-1           | 4 apr.        |
| 26 ott.     | 0-2         | Fidelis Andria-Torino  | 1-2           | 5 apr.        |
| 26 ott.     | 2-1         | Lucchese-Reggiana      | 0-3           | 5 apr.        |
| 26 ott.     | 2-2         | Monza-Castel di Sangro | 1-1           | 5 apr.        |
| 26 ott.     | 3-2         | Padova-Chievo          | 1-1           | 5 apr.        |
| 26 ott.     | 1-1         | Perugia-Ancona         | 2-2           | 5 apr.        |
| 25 ott.     | 1-0         | Pescara-Genoa          | 0-4           | 5 apr.        |
| 26 ott.     | 1-0         | Reggina-Ravenna        | 2-2           | 5 apr.        |
| 26 ott.     | 1-1         | Treviso-Venezia        | 0-0           | 5 apr.        |
| 26 ott.     | 3-2         | Verona-Foggia          | 0-0           | 5 apr.        |

| andata (10ª) | andata (10ª) | 10ª giornata             | ritorno (29ª) | ritorno (29ª) |
|              |              |                          |               |               |
| 9 nov.       | 0-0          | Ancona-Verona            | 0-2           | 11 apr.       |
| 9 nov.       | 1-1          | Castel di Sangro-Reggina | 1-2           | 11 apr.       |
| 9 nov.       | 1-1          | Chievo-Monza             | 0-1           | 11 apr.       |
| 9 nov.       | 0-0          | Foggia-Treviso           | 3-3           | 11 apr.       |
| 9 nov.       | 2-1          | Genoa-Fidelis Andria     | 0-2           | 11 apr.       |
| 9 nov.       | 1-0          | Ravenna-Padova           | 0-0           | 11 apr.       |
| 9 nov.       | 2-0          | Reggiana-Perugia         | 0-2           | 11 apr.       |
| 9 nov.       | 1-1          | Salernitana-Lucchese     | 1-1           | 11 apr.       |
| 8 nov.       | 3-0          | Torino-Cagliari          | 2-2           | 11 apr.       |
| 9 nov.       | 3-0          | Venezia-Pescara          | 1-2           | 11 apr.       |

| andata (11ª) | andata (11ª) | 11ª giornata             | ritorno (30ª) | ritorno (30ª) |
|              |              |                          |               |               |
| 16 nov.      | 3-0          | Cagliari-Fidelis Andria  | 1-1           | 19 apr.       |
| 15 nov.      | 1-2          | Lucchese-Chievo          | 1-3           | 19 apr.       |
| 16 nov.      | 1-1          | Monza-Foggia             | 1-5           | 19 apr.       |
| 16 nov.      | 0-1          | Padova-Ancona            | 0-0           | 19 apr.       |
| 16 nov.      | 1-0          | Perugia-Castel di Sangro | 1-1           | 19 apr.       |
| 16 nov.      | 2-0          | Reggiana-Venezia         | 1-2           | 19 apr.       |
| 16 nov.      | 2-2          | Reggina-Torino           | 0-2           | 19 apr.       |
| 16 nov.      | 1-0          | Salernitana-Ravenna      | 0-0           | 19 apr.       |
| 16 nov.      | 2-1          | Treviso-Pescara          | 0-1           | 19 apr.       |
| 16 nov.      | 4-0          | Verona-Genoa             | 0-1           | 18 apr.       |

| andata (12ª) | andata (12ª) | 12ª giornata              | ritorno (31ª) | ritorno (31ª) |
|              |              |                           |               |               |
| 30 nov.      | 3-3          | Ancona-Salernitana        | 2-3           | 26 apr.       |
| 30 nov.      | 2-0          | Cagliari-Reggina          | 2-2           | 25 apr.       |
| 30 nov.      | 2-2          | Castel di Sangro-Reggiana | 0-1           | 26 apr.       |
| 30 nov.      | 1-1          | Chievo-Perugia            | 0-3           | 26 apr.       |
| 30 nov.      | 1-0          | Fidelis Andria-Verona     | 1-2           | 26 apr.       |
| 29 nov.      | 2-2          | Foggia-Lucchese           | 0-2           | 26 apr.       |
| 30 nov.      | 5-1          | Genoa-Monza               | 0-0           | 26 apr.       |
| 30 nov.      | 4-0          | Pescara-Padova            | 0-1           | 26 apr.       |
| 30 nov.      | 4-0          | Torino-Treviso            | 0-0           | 26 apr.       |
| 30 nov.      | 2-1          | Venezia-Ravenna           | 0-1           | 26 apr.       |

| andata (11ª) | andata (11ª) | 11ª giornata             | ritorno (30ª) | ritorno (30ª) |
|              |              |                          |               |               |
| 16 nov.      | 3-0          | Cagliari-Fidelis Andria  | 1-1           | 19 apr.       |
| 15 nov.      | 1-2          | Lucchese-Chievo          | 1-3           | 19 apr.       |
| 16 nov.      | 1-1          | Monza-Foggia             | 1-5           | 19 apr.       |
| 16 nov.      | 0-1          | Padova-Ancona            | 0-0           | 19 apr.       |
| 16 nov.      | 1-0          | Perugia-Castel di Sangro | 1-1           | 19 apr.       |
| 16 nov.      | 2-0          | Reggiana-Venezia         | 1-2           | 19 apr.       |
| 16 nov.      | 2-2          | Reggina-Torino           | 0-2           | 19 apr.       |
| 16 nov.      | 1-0          | Salernitana-Ravenna      | 0-0           | 19 apr.       |
| 16 nov.      | 2-1          | Treviso-Pescara          | 0-1           | 19 apr.       |
| 16 nov.      | 4-0          | Verona-Genoa             | 0-1           | 18 apr.       |

| andata (12ª) | andata (12ª) | 12ª giornata              | ritorno (31ª) | ritorno (31ª) |
|              |              |                           |               |               |
| 30 nov.      | 3-3          | Ancona-Salernitana        | 2-3           | 26 apr.       |
| 30 nov.      | 2-0          | Cagliari-Reggina          | 2-2           | 25 apr.       |
| 30 nov.      | 2-2          | Castel di Sangro-Reggiana | 0-1           | 26 apr.       |
| 30 nov.      | 1-1          | Chievo-Perugia            | 0-3           | 26 apr.       |
| 30 nov.      | 1-0          | Fidelis Andria-Verona     | 1-2           | 26 apr.       |
| 29 nov.      | 2-2          | Foggia-Lucchese           | 0-2           | 26 apr.       |
| 30 nov.      | 5-1          | Genoa-Monza               | 0-0           | 26 apr.       |
| 30 nov.      | 4-0          | Pescara-Padova            | 0-1           | 26 apr.       |
| 30 nov.      | 4-0          | Torino-Treviso            | 0-0           | 26 apr.       |
| 30 nov.      | 2-1          | Venezia-Ravenna           | 0-1           | 26 apr.       |

| andata (13ª) | andata (13ª) | 13ª giornata             | ritorno (32ª) | ritorno (32ª) |
|              |              |                          |               |               |
| 7 dic.       | 1-1          | Castel di Sangro-Pescara | 2-1           | 3 mag.        |
| 7 dic.       | 1-1          | Chievo-Venezia           | 0-2           | 3 mag.        |
| 7 dic.       | 0-0          | Lucchese-Monza           | 1-3           | 3 mag.        |
| 7 dic.       | 3-0          | Padova-Foggia            | 0-2           | 3 mag.        |
| 7 dic.       | 1-1          | Perugia-Cagliari         | 0-0           | 3 mag.        |
| 7 dic.       | 1-1          | Ravenna-Torino           | 0-1           | 3 mag.        |
| 7 dic.       | 1-0          | Reggiana-Ancona          | 1-1           | 2 mag.        |
| 6 dic.       | 2-3          | Reggina-Fidelis Andria   | 2-0           | 3 mag.        |
| 7 dic.       | 2-1          | Salernitana-Genoa        | 1-1           | 3 mag.        |
| 7 dic.       | 1-0          | Treviso-Verona           | 1-1           | 3 mag.        |

| andata (14ª) | andata (14ª) | 14ª giornata            | ritorno (33ª) | ritorno (33ª) |
|              |              |                         |               |               |
| 14 dic.      | 0-1          | Ancona-Lucchese         | 1-1           | 10 mag.       |
| 14 dic.      | 0-0          | Cagliari-Reggiana       | 0-0           | 10 mag.       |
| 14 dic.      | 0-0          | Fidelis Andria-Treviso  | 1-1           | 10 mag.       |
| 14 dic.      | 0-1          | Foggia-Chievo           | 1-1           | 10 mag.       |
| 14 dic.      | 0-0          | Genoa-Reggina           | 0-2           | 10 mag.       |
| 14 dic.      | 2-0          | Monza-Padova            | 2-1           | 10 mag.       |
| 13 dic.      | 1-1          | Pescara-Ravenna         | 1-2           | 10 mag.       |
| 14 dic.      | 4-1          | Torino-Castel di Sangro | 1-2           | 10 mag.       |
| 14 dic.      | 0-3          | Venezia-Salernitana     | 0-0           | 10 mag.       |
| 14 dic.      | 0-1          | Verona-Perugia          | 1-2           | 10 mag.       |

| andata (13ª) | andata (13ª) | 13ª giornata             | ritorno (32ª) | ritorno (32ª) |
|              |              |                          |               |               |
| 7 dic.       | 1-1          | Castel di Sangro-Pescara | 2-1           | 3 mag.        |
| 7 dic.       | 1-1          | Chievo-Venezia           | 0-2           | 3 mag.        |
| 7 dic.       | 0-0          | Lucchese-Monza           | 1-3           | 3 mag.        |
| 7 dic.       | 3-0          | Padova-Foggia            | 0-2           | 3 mag.        |
| 7 dic.       | 1-1          | Perugia-Cagliari         | 0-0           | 3 mag.        |
| 7 dic.       | 1-1          | Ravenna-Torino           | 0-1           | 3 mag.        |
| 7 dic.       | 1-0          | Reggiana-Ancona          | 1-1           | 2 mag.        |
| 6 dic.       | 2-3          | Reggina-Fidelis Andria   | 2-0           | 3 mag.        |
| 7 dic.       | 2-1          | Salernitana-Genoa        | 1-1           | 3 mag.        |
| 7 dic.       | 1-0          | Treviso-Verona           | 1-1           | 3 mag.        |

| andata (14ª) | andata (14ª) | 14ª giornata            | ritorno (33ª) | ritorno (33ª) |
|              |              |                         |               |               |
| 14 dic.      | 0-1          | Ancona-Lucchese         | 1-1           | 10 mag.       |
| 14 dic.      | 0-0          | Cagliari-Reggiana       | 0-0           | 10 mag.       |
| 14 dic.      | 0-0          | Fidelis Andria-Treviso  | 1-1           | 10 mag.       |
| 14 dic.      | 0-1          | Foggia-Chievo           | 1-1           | 10 mag.       |
| 14 dic.      | 0-0          | Genoa-Reggina           | 0-2           | 10 mag.       |
| 14 dic.      | 2-0          | Monza-Padova            | 2-1           | 10 mag.       |
| 13 dic.      | 1-1          | Pescara-Ravenna         | 1-2           | 10 mag.       |
| 14 dic.      | 4-1          | Torino-Castel di Sangro | 1-2           | 10 mag.       |
| 14 dic.      | 0-3          | Venezia-Salernitana     | 0-0           | 10 mag.       |
| 14 dic.      | 0-1          | Verona-Perugia          | 1-2           | 10 mag.       |

| andata (15ª) | andata (15ª) | 15ª giornata             | ritorno (34ª) | ritorno (34ª) |
|              |              |                          |               |               |
| 21 dic.      | 1-3          | Castel di Sangro-Venezia | 0-3           | 17 mag.       |
| 21 dic.      | 0-1          | Chievo-Ancona            | 2-3           | 17 mag.       |
| 21 dic.      | 1-2          | Lucchese-Cagliari        | 1-3           | 17 mag.       |
| 21 dic.      | 0-0          | Padova-Fidelis Andria    | 0-2           | 17 mag.       |
| 20 dic.      | 2-2          | Perugia-Foggia           | 1-1           | 17 mag.       |
| 21 dic.      | 1-1          | Ravenna-Monza            | 2-1           | 17 mag.       |
| 21 dic.      | 0-1          | Reggiana-Verona          | 1-0           | 17 mag.       |
| 21 dic.      | 0-0          | Reggina-Pescara          | 1-1           | 17 mag.       |
| 21 dic.      | 2-1          | Salernitana-Torino       | 0-1           | 17 mag.       |
| 21 dic.      | 2-1          | Treviso-Genoa            | 1-0           | 17 mag.       |

| andata (16ª) | andata (16ª) | 16ª giornata            | ritorno (35ª) | ritorno (35ª) |
|              |              |                         |               |               |
| 4 gen.       | 1-0          | Cagliari-Padova         | 2-1           | 24 mag.       |
| 4 gen.       | 0-0          | Fidelis Andria-Ravenna  | 1-0           | 24 mag.       |
| 3 gen.       | 2-0          | Foggia-Castel di Sangro | 1-0           | 24 mag.       |
| 4 gen.       | 2-0          | Genoa-Perugia           | 0-1           | 24 mag.       |
| 4 gen.       | 1-1          | Monza-Salernitana       | 1-4           | 24 mag.       |
| 4 gen.       | 3-2          | Pescara-Ancona          | 0-0           | 24 mag.       |
| 4 gen.       | 1-0          | Torino-Reggiana         | 1-0           | 24 mag.       |
| 4 gen.       | 0-0          | Treviso-Chievo          | 0-1           | 24 mag.       |
| 4 gen.       | 0-0          | Venezia-Lucchese        | 0-2           | 24 mag.       |
| 4 gen.       | 1-1          | Verona-Reggina          | 3-0           | 24 mag.       |

| andata (15ª) | andata (15ª) | 15ª giornata             | ritorno (34ª) | ritorno (34ª) |
|              |              |                          |               |               |
| 21 dic.      | 1-3          | Castel di Sangro-Venezia | 0-3           | 17 mag.       |
| 21 dic.      | 0-1          | Chievo-Ancona            | 2-3           | 17 mag.       |
| 21 dic.      | 1-2          | Lucchese-Cagliari        | 1-3           | 17 mag.       |
| 21 dic.      | 0-0          | Padova-Fidelis Andria    | 0-2           | 17 mag.       |
| 20 dic.      | 2-2          | Perugia-Foggia           | 1-1           | 17 mag.       |
| 21 dic.      | 1-1          | Ravenna-Monza            | 2-1           | 17 mag.       |
| 21 dic.      | 0-1          | Reggiana-Verona          | 1-0           | 17 mag.       |
| 21 dic.      | 0-0          | Reggina-Pescara          | 1-1           | 17 mag.       |
| 21 dic.      | 2-1          | Salernitana-Torino       | 0-1           | 17 mag.       |
| 21 dic.      | 2-1          | Treviso-Genoa            | 1-0           | 17 mag.       |

| andata (16ª) | andata (16ª) | 16ª giornata            | ritorno (35ª) | ritorno (35ª) |
|              |              |                         |               |               |
| 4 gen.       | 1-0          | Cagliari-Padova         | 2-1           | 24 mag.       |
| 4 gen.       | 0-0          | Fidelis Andria-Ravenna  | 1-0           | 24 mag.       |
| 3 gen.       | 2-0          | Foggia-Castel di Sangro | 1-0           | 24 mag.       |
| 4 gen.       | 2-0          | Genoa-Perugia           | 0-1           | 24 mag.       |
| 4 gen.       | 1-1          | Monza-Salernitana       | 1-4           | 24 mag.       |
| 4 gen.       | 3-2          | Pescara-Ancona          | 0-0           | 24 mag.       |
| 4 gen.       | 1-0          | Torino-Reggiana         | 1-0           | 24 mag.       |
| 4 gen.       | 0-0          | Treviso-Chievo          | 0-1           | 24 mag.       |
| 4 gen.       | 0-0          | Venezia-Lucchese        | 0-2           | 24 mag.       |
| 4 gen.       | 1-1          | Verona-Reggina          | 3-0           | 24 mag.       |

| andata (17ª) | andata (17ª) | 17ª giornata            | ritorno (36ª) | ritorno (36ª) |
|              |              |                         |               |               |
| 11 gen.      | 0-1          | Ancona-Monza            | 3-3           | 31 mag.       |
| 11 gen.      | 3-3          | Castel di Sangro-Genoa  | 1-2           | 31 mag.       |
| 11 gen.      | 0-2          | Chievo-Torino           | 1-1           | 31 mag.       |
| 11 gen.      | 1-0          | Lucchese-Verona         | 0-2           | 31 mag.       |
| 11 gen.      | 0-0          | Padova-Treviso          | 2-3           | 31 mag.       |
| 11 gen.      | 1-1          | Perugia-Pescara         | 2-1           | 31 mag.       |
| 11 gen.      | 3-1          | Ravenna-Foggia          | 2-2           | 31 mag.       |
| 11 gen.      | 1-0          | Reggiana-Fidelis Andria | 1-1           | 31 mag.       |
| 10 gen.      | 2-0          | Salernitana-Reggina     | 0-1           | 31 mag.       |
| 11 gen.      | 2-2          | Venezia-Cagliari        | 1-1           | 31 mag.       |

| andata (18ª) | andata (18ª) | 18ª giornata            | ritorno (37ª) | ritorno (37ª) |
|              |              |                         |               |               |
| 18 gen.      | 3-0          | Cagliari-Ancona         | 1-4           | 7 giu.        |
| 18 gen.      | 1-1          | Fidelis Andria-Venezia  | 1-1           | 7 giu.        |
| 18 gen.      | 2-0          | Foggia-Salernitana      | 2-3           | 7 giu.        |
| 18 gen.      | 1-0          | Genoa-Ravenna           | 0-3           | 7 giu.        |
| 18 gen.      | 0-0          | Monza-Reggiana          | 2-0           | 7 giu.        |
| 18 gen.      | 3-1          | Pescara-Chievo          | 2-2           | 7 giu.        |
| 18 gen.      | 3-0          | Reggina-Padova          | 1-3           | 7 giu.        |
| 17 gen.      | 0-0          | Torino-Perugia          | 1-2           | 7 giu.        |
| 18 gen.      | 3-0          | Treviso-Lucchese        | 0-0           | 7 giu.        |
| 18 gen.      | 0-0          | Verona-Castel di Sangro | 2-0           | 7 giu.        |

| andata (17ª) | andata (17ª) | 17ª giornata            | ritorno (36ª) | ritorno (36ª) |
|              |              |                         |               |               |
| 11 gen.      | 0-1          | Ancona-Monza            | 3-3           | 31 mag.       |
| 11 gen.      | 3-3          | Castel di Sangro-Genoa  | 1-2           | 31 mag.       |
| 11 gen.      | 0-2          | Chievo-Torino           | 1-1           | 31 mag.       |
| 11 gen.      | 1-0          | Lucchese-Verona         | 0-2           | 31 mag.       |
| 11 gen.      | 0-0          | Padova-Treviso          | 2-3           | 31 mag.       |
| 11 gen.      | 1-1          | Perugia-Pescara         | 2-1           | 31 mag.       |
| 11 gen.      | 3-1          | Ravenna-Foggia          | 2-2           | 31 mag.       |
| 11 gen.      | 1-0          | Reggiana-Fidelis Andria | 1-1           | 31 mag.       |
| 10 gen.      | 2-0          | Salernitana-Reggina     | 0-1           | 31 mag.       |
| 11 gen.      | 2-2          | Venezia-Cagliari        | 1-1           | 31 mag.       |

| andata (18ª) | andata (18ª) | 18ª giornata            | ritorno (37ª) | ritorno (37ª) |
|              |              |                         |               |               |
| 18 gen.      | 3-0          | Cagliari-Ancona         | 1-4           | 7 giu.        |
| 18 gen.      | 1-1          | Fidelis Andria-Venezia  | 1-1           | 7 giu.        |
| 18 gen.      | 2-0          | Foggia-Salernitana      | 2-3           | 7 giu.        |
| 18 gen.      | 1-0          | Genoa-Ravenna           | 0-3           | 7 giu.        |
| 18 gen.      | 0-0          | Monza-Reggiana          | 2-0           | 7 giu.        |
| 18 gen.      | 3-1          | Pescara-Chievo          | 2-2           | 7 giu.        |
| 18 gen.      | 3-0          | Reggina-Padova          | 1-3           | 7 giu.        |
| 17 gen.      | 0-0          | Torino-Perugia          | 1-2           | 7 giu.        |
| 18 gen.      | 3-0          | Treviso-Lucchese        | 0-0           | 7 giu.        |
| 18 gen.      | 0-0          | Verona-Castel di Sangro | 2-0           | 7 giu.        |

| \| andata (19ª) \| andata (19ª) \| 19ª giornata \| ritorno (38ª) \| ritorno (38ª) \| \| \| \| \| \| \| \| 25 gen. \| 3-2 \| Ancona-Foggia \| 2-2 \| 14 giu. \| \| 25 gen. \| 0-0 \| Castel di Sangro-Treviso \| 2-3 \| 14 giu. \| \| 25 gen. \| 2-1 \| Chievo-Cagliari \| 2-2 \| 14 giu. \| \| 25 gen. \| 3-1 \| Lucchese-Torino \| 0-1 \| 14 giu. \| \| 25 gen. \| 1-1 \| Padova-Genoa \| 0-1 \| 14 giu. \| \| 25 gen. \| 3-2 \| Perugia-Monza \| 2-0 \| 14 giu. \| \| 25 gen. \| 1-1 \| Ravenna-Verona \| 2-4 \| 14 giu. \| \| 24 gen. \| 1-0 \| Reggiana-Pescara \| 0-2 \| 14 giu. \| \| 25 gen. \| 1-1 \| Salernitana-Fidelis Andria \| 2-2 \| 14 giu. \| \| 25 gen. \| 4-0 \| Venezia-Reggina \| 1-1 \| 14 giu. \| |              |                            |               |               |
| andata (19ª) | andata (19ª) | 19ª giornata               | ritorno (38ª) | ritorno (38ª) |
| |              |                            |               |               |
| 25 gen. | 3-2          | Ancona-Foggia              | 2-2           | 14 giu.       |
| 25 gen. | 0-0          | Castel di Sangro-Treviso   | 2-3           | 14 giu.       |
| 25 gen. | 2-1          | Chievo-Cagliari            | 2-2           | 14 giu.       |
| 25 gen. | 3-1          | Lucchese-Torino            | 0-1           | 14 giu.       |
| 25 gen. | 1-1          | Padova-Genoa               | 0-1           | 14 giu.       |
| 25 gen. | 3-2          | Perugia-Monza              | 2-0           | 14 giu.       |
| 25 gen. | 1-1          | Ravenna-Verona             | 2-4           | 14 giu.       |
| 24 gen. | 1-0          | Reggiana-Pescara           | 0-2           | 14 giu.       |
| 25 gen. | 1-1          | Salernitana-Fidelis Andria | 2-2           | 14 giu.       |
| 25 gen. | 4-0          | Venezia-Reggina            | 1-1           | 14 giu.       |

| andata (19ª) | andata (19ª) | 19ª giornata               | ritorno (38ª) | ritorno (38ª) |
|              |              |                            |               |               |
| 25 gen.      | 3-2          | Ancona-Foggia              | 2-2           | 14 giu.       |
| 25 gen.      | 0-0          | Castel di Sangro-Treviso   | 2-3           | 14 giu.       |
| 25 gen.      | 2-1          | Chievo-Cagliari            | 2-2           | 14 giu.       |
| 25 gen.      | 3-1          | Lucchese-Torino            | 0-1           | 14 giu.       |
| 25 gen.      | 1-1          | Padova-Genoa               | 0-1           | 14 giu.       |
| 25 gen.      | 3-2          | Perugia-Monza              | 2-0           | 14 giu.       |
| 25 gen.      | 1-1          | Ravenna-Verona             | 2-4           | 14 giu.       |
| 24 gen.      | 1-0          | Reggiana-Pescara           | 0-2           | 14 giu.       |
| 25 gen.      | 1-1          | Salernitana-Fidelis Andria | 2-2           | 14 giu.       |
| 25 gen.      | 4-0          | Venezia-Reggina            | 1-1           | 14 giu.       |

## Spareggi

### Spareggio promozione
Lo spareggio promozione si è reso necessario per l'arrivo a pari punti di Perugia e Torino. Lo spareggio si disputò, in gara unica, a Reggio Emilia il 21 giugno 1998.
|         | Risultati     |        | Luogo e data                  |
| ------- | ------------- | ------ | ----------------------------- |
| Perugia | 1-1 (5-4 dtr) | Torino | Reggio Emilia, 21 giugno 1998 |
|         |               |        |                               |

## Statistiche

### Squadre

#### Capoliste solitarie
|    | —— | —— | ——      | ——      | ——      | ——      | ——      | ——      | ——      | ——      | ——      | ——      | ——          | ——          | ——          | ——          | ——          | ——  | ——          | ——          | ——  | ——          | ——          | ——          | ——          | ——          | ——          | ——          | ——          | ——          | ——          | ——          | ——          | ——          | ——          | ——          | ——          | —— |  |
|    |    |    | Venezia | Venezia | Venezia | Venezia | Venezia | Venezia | Venezia | Venezia | Venezia | Venezia | Salernitana | Salernitana | Salernitana | Salernitana | Salernitana |     | Salernitana | Salernitana |     | Salernitana | Salernitana | Salernitana | Salernitana | Salernitana | Salernitana | Salernitana | Salernitana | Salernitana | Salernitana | Salernitana | Salernitana | Salernitana | Salernitana | Salernitana | Salernitana |    |  |
|    |    |    |         |         |         |         |         |         |         |         |         |         |             |             |             |             |             |     |             |             |     |             |             |             |             |             |             |             |             |             |             |             |             |             |             |             |             |    |  |
|    |    |    |         |         |         |         |         |         |         |         |         |         |             |             |             |             |             |     |             |             |     |             |             |             |             |             |             |             |             |             |             |             |             |             |             |             |             |    |  |
| 1ª | 2ª | 3ª | 4ª      | 5ª      | 6ª      | 7ª      | 8ª      | 9ª      | 10ª     | 11ª     | 12ª     | 13ª     | 14ª         | 15ª         | 16ª         | 17ª         | 18ª         | 19ª | 20ª         | 21ª         | 22ª | 23ª         | 24ª         | 25ª         | 26ª         | 27ª         | 28ª         | 29ª         | 30ª         | 31ª         | 32ª         | 33ª         | 34ª         | 35ª         | 36ª         | 37ª         | 38ª         |    |  |

### Individuali

#### Classifica marcatori
| Gol | Rigori |  | Giocatore         | Squadra                    |
| --- | ------ |  | ----------------- | -------------------------- |
| 21  | 1      |  | Marco Di Vaio     | Salernitana                |
| 18  | 2      |  | Marco Ferrante    | Torino                     |
| 18  | 3      |  | Cosimo Francioso  | Ravenna (4) Monza (14)     |
| 17  | 4      |  | Roberto Muzzi     | Cagliari                   |
| 17  | 5      |  | Stefan Schwoch    | Venezia                    |
| 16  | 3      |  | Vincenzo Chianese | Foggia                     |
| 16  | 5      |  | Roberto Paci      | Lucchese                   |
| 15  | 9      |  | Oberdan Biagioni  | Fidelis Andria             |
| 13  |        |  | Darío Silva       | Cagliari                   |
| 12  | 1      |  | Edoardo Artistico | Salernitana                |
| 12  |        |  | Giacomo Banchelli | Cagliari (2) Reggiana (10) |
| 12  | 2      |  | Raffaele Cerbone  | Chievo                     |
| 12  | 2      |  | Antonio De Vitis  | Verona                     |